# Gonioscelis mantis
Gonioscelis mantis är en tvåvingeart som först beskrevs av Friedrich Hermann Loew 1852.  Gonioscelis mantis ingår i släktet Gonioscelis och familjen rovflugor. Inga underarter finns listade i Catalogue of Life.